# Становая (посёлок станции, Липецкая область)
Станова́я — упразднённый посёлок Площанского сельского совета (ныне Становлянского сельского поселения) Становлянского района Липецкой области России. Ныне — в составе села Становое.

## Топоним
Название — по железнодорожной станции, та — по деревне Становая, возле которой прошла железнодорожная линия.

## География
Располагалась восточнее железнодорожной линии Елец — Узловая у одноименной железнодорожной станции. Ныне западная часть села Становое, примыкающая к железнодорожным путям.

## История
В 1874 году рядом с деревней Становая прошла железнодорожная линия Елец — Узловая; образованную здесь станцию назвали Становой. При ней возник пристанционный посёлок Становая.
В 1930-е возле станции действовала МТС.
В июне 1984 года с расширением села Плоского посёлок вошёл в его состав.

## Инфраструктура
Личное подсобное хозяйство, индивидуальная застройка.

## Транспорт
Проходит железная дорога и федеральная магистраль М-4.